# Пејзаж у магли
Пејзаж у магли (грч. Τοπίο στην ομίχλη) је грчки филм из 1988. у режији Теа Ангелопулоса. Филм је изабран као грчки филм за најбољи филм на страном језику на 62. додели Оскара, али није прихваћен као номинован. Анкета критичара Village Voice уврстила га је на листу 100 најбољих филмова 20. века. Филм је трећи део Ангелопулосове Трилогије тишине, након Путовања у Сајтеру (1984) и Пчелара (1986).

## Радња
Тинејџерка Воула (Танија Палаиологоу) и њен петогодишњи брат Александрос (Михалис Зеке) желе да виде свог оца, којег никада раније нису срели. Мајка им каже да он живи у Немачкој и тако Воула и Александрос једног дана тајно напуштају свој дом да га пронађу. Одлазе до железничке станице у Атини и покушавају да користе Герман Експрес, али су избачени из воза јер немају карту. Полицајац их води код ујака, који убеђује полицајца да деца немају оца у Немачкој. Обавештава га да их је мајка лагала, како би их спречила да сазнају истину: да имају различите очеве и да су једноставно резултат везе за једну ноћ. Иако Воула и Александрос прислушкују разговор, они и даље верују својој мајци и верују да ујак лаже. Када мећава изненада захвати село и на њих се више не обраћа пажња, деца успевају да побегну.
Они настављају пут пешке и на крају упознају младића по имену Орестис (Стратос Цорцоглоу), коме се покварио аутобус. Он се нуди да их поведе са собом, а деца прихватају понуду. Орестис је возач путујуће позоришне трупе која игра комад о грчкој историји. Недавно се трупа бори са опадањем броја публике, због људи који траже лакшу дистракцију.
Како се пут Орестиса одваја од њиховог, деца напуштају трупу и траже друга превозна средства за Немачку. Успевају да пронађу возача камиона (Василис Коловос), који је спреман да их поведе са собом. Касније, док Александрос спава, возач силује Воулу, а потом бежи, шокиран сопственим поступцима. Александрос и Воула убрзо стижу до друге железничке станице, где поново покушавају да путују возом. Када уоче инспектора за карте, побегну на време пре него што буду ухваћени. Поново су налетели на Орестиса, који их води са собом на свом мотоциклу. У међувремену, Орестисова позоришна трупа се распада и чланови почињу да продају своје разне реквизите. Орестис води Воулу и Александроса у празан кафић на плажи и они шетају са њим шеталиштем. Изненада, деца виде како огромна мермерна рука коју држи хеликоптер израња из мора. Кажипрст шаке је одломљен.
Због предстојеће војне службе, Орестис је приморан да прода свој мотоцикл. Касније се поново сусреће са купцем у бару, а подразумева се да је са њим у сексуалним односима. Воула је разочарана у Орестиса, пошто је сама у њега развила симпатију, а деца поново одлазе. Орестис их касније тражи и проналази на напуштеној, новоизграђеној деоници аутопута. Узима Воулу у наручје и почиње да теши уплакану девојку: „Први пут увек као да умиреш. Поново су раскинули са Орестисом, овог пута заувек. На другој железничкој станици, војник даје Воули новац да купи карте за воз, а деца се поново укрцавају на воз за Немачку. Излазе непосредно пре пасошке контроле на граници. Напољу схватају да границу чини река и користе мали чамац да је пређу. Одједном граничари пуцају и из магле почиње да израња дрво. Док магла почиње да се разилази, Воула и Александрос трче ка дрвету и грле га.

## Улоге
- Михалис Зеке као Александрос
- Танија Палаиологоу као Воула
- Стратос Тзортзоглу као Орестис
- Василис Коловос као возач камиона
- Илијас Логотетис као Галеб
- Михел Јанатос као чувар на станици

- Тоула Статополу као жена у полицији
- Герасимос Скијадаресис као војник
- Димитирис Каберидис као ујак
- Тасос Палацидис као кондуктер

## Производња
Ангелопулос је изјавио да је једном прочитао у новинама о двоје деце која су кренула на пут у Немачку да пронађу свог оца. Био је толико импресиониран овом силном жељом да пронађе оца, да му је пала на памет идеја да сними филм о томе. Пејзаж у магли је био Ангелопулосов први филм који се дистрибуирао у Сједињеним Државама, а дистрибуирао га је New Yorker Films.
Орестис и његова путујућа позоришна трупа су референца на Ангелопулосов ранији филм Путујући играчи (1975).

### Саундтрек
Саундтрек, који садржи трагове романтичне музике и наглашен обоом, компоновала је Елени Караиндроу. Караиндроу је изјавила да су је полетна деца снажно подсећала на романтична бекства из ранијих времена, због чега је желела да музика садржи трагове Менделсона и Франка. Када је у питању избор одговарајућег инструмента, одабрала је обоу, јер је романтична и истовремено вришти.

## Награде и признања
| Година | Награда                       | Категорија                   | Резултат       |
| ------ | ----------------------------- | ---------------------------- | -------------- |
| 1988   | Венецијански филмски фестивал | Сребрни лав                  | Победник       |
| 1988   | Венецијански филмски фестивал | Ла Сапијенца                 | Победник       |
| 1988   | Венецијански филмски фестивал | OCIC награда                 | Победник       |
| 1989   | Европске филмске награде      | Најбољи филм                 | Победник       |
| 1989   | Берлинске филмске награде     | Интерфилм награда            | Победник       |
| 1990   | Награде Академије             | Оскар за најбољи страни филм | Није номинован |